# Andrzej Jakubik
 Andrzej Jakubik  (ur. 4 sierpnia 1938 w Krakowie, zm. 17 maja 2021) – polski psycholog i psychiatra prof. dr hab., wykładowca akademicki.

## Życiorys
W 1971 r. uchwałą Rady Wydziału Lekarskiego Akademii Medycznej w Krakowie uzyskał stopień doktora nauk medycznych. Decyzją tej samej Rady Wydziału w 1981 r. otrzymał stopień doktora habilitowanego nauk medycznych w zakresie psychiatrii. Od 1992 r. był profesorem nauk medycznych. Związany z Uniwersytetem Kardynała Stefana Wyszyńskiego w Warszawie. Był też pracownikiem naukowym Wyższej Szkoły Finansów i Zarządzania w Warszawie. W przeszłości brał udział w pracach komisji etycznych, w tym przewodniczył Terenowej Komisji Etyki Badań Naukowych przy Instytucie Psychiatrii i Neurologii w Warszawie (1990-1997) oraz prowadził Komisję ds. Etyki Zawodowej PTP (1980-1989). Do głównego obszaru swoich zainteresowań zaliczał zaburzenia osobowości. Wypracował teoretyczny model psychopatologii systemowej, który poddaje stałej weryfikacji empirycznej i eksperymentalnej. Do obszaru swoich zainteresowań zaliczał również teorię i metodologię psychologii klinicznej i psychiatrii, historię myśli psychologicznej, psychoterapię schizofrenii, psychiatrię i psychologię transkulturową, filozofię psychiatrii oraz zastosowanie informatyki i techniki komputerowej w naukach o człowieku.

## Publikacje
- Lapidogramaty psychiatry, Warszawa, 2005.
- Zaburzenia osobowości, Warszawa, 2003.
- Osobowość aleksytymiczna, [w:] Wokół psychologii osobowości, red. Grochowska A., Warszawa, 2002, s. 65-73.
- Przetwarzanie informacji w zaburzeniach psychicznych, Warszawa, 2000.
- Obraz ojca i matki u mężczyzn uzależnionych od alkoholu, (wspólnie z Filipem Memchesem [w:] Studia z psychologii, T.9, red. Andrzej J., Siek S., Grochowska A., Warszawa, 1999, s. 73-83.

## Projekty badawcze
- Poziom empatii i strategie radzenia sobie ze stresem u chorych na schizofrenię paranoidalną, 2007 r.
- Strategie radzenia sobie ze stresem, samorealizacja i lęk przed śmiercią w samobójstwach usiłowanych, 2005 r.
- Charakterystyka osobowości matek osób chorych na schizofrenię, 2004 r.
- Cechy osobowości kobiet z bulimią, 2003 r.
- Osobowość alienacyjna a choroba alkoholowa, 2002 r.
- Dysfunkcje poznawcze w schizofrenii paranoidalnej, 2001 r.
- Wybrane zmienne osobowościowe w zespole depresyjnym endogennym, 2000 r.
- Przetwarzanie informacji w zaburzeniach psychicznych, 1999 r.

## Odznaczenia
- Złoty Krzyż Zasług za osiągnięcia naukowe, dydaktyczne i organizacyjne (m.in. za udział w tworzeniu kierunku psychologii w UKSW), 2001